# Тирольская шляпа

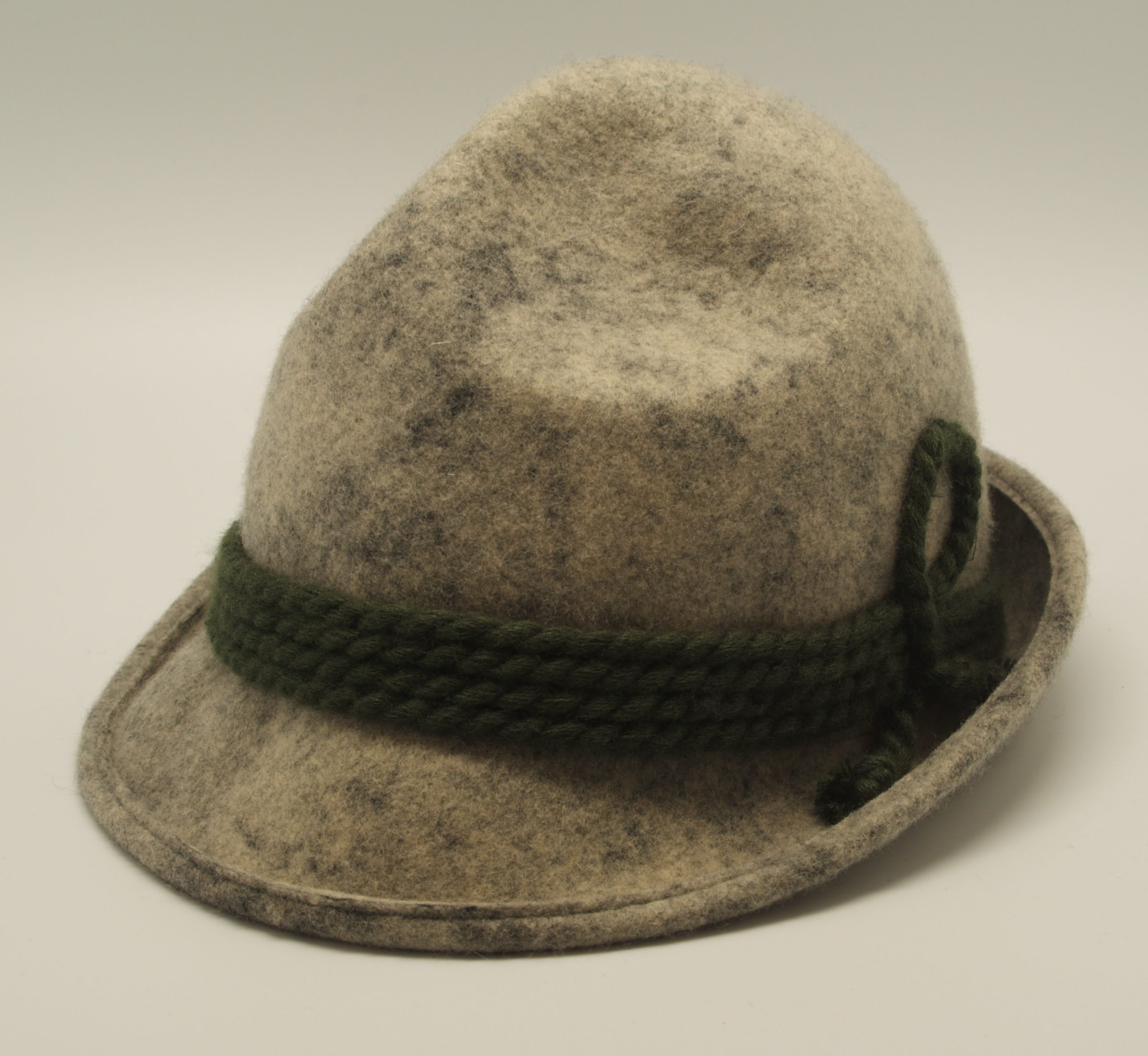
Серая тирольская шляпа без украшений

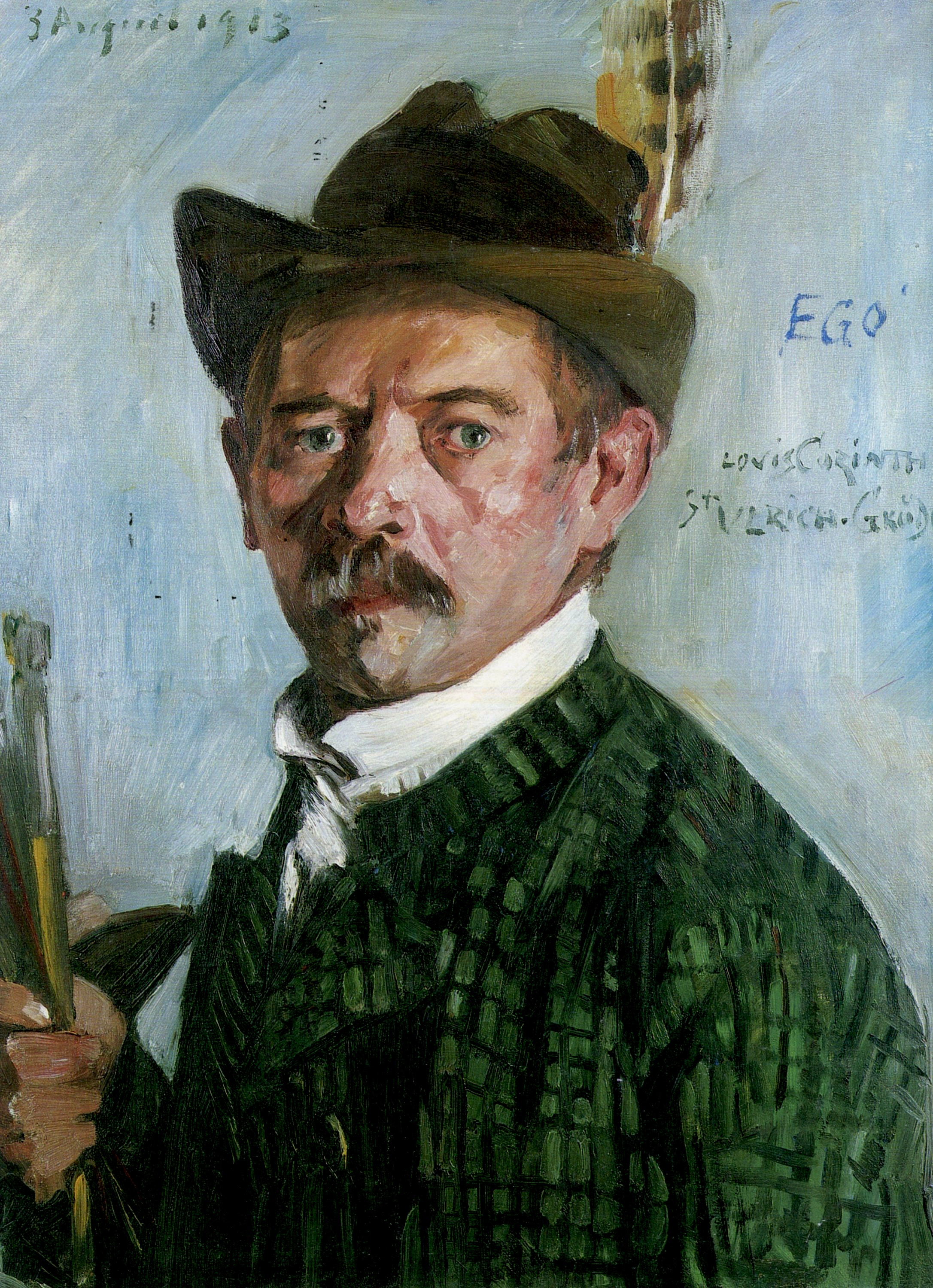
Автопортрет в тирольской шляпе, Ловис Коринт, 1913

Тирольская шляпа (нем. Tirolerhut), также баварская или альпийская шляпа (итал. cappello alpino) — головной убор, берущий своё происхождение в альпийском Тироле и носимый на территории Австрии, Германии, Италии и Швейцарии. Шляпа с узкими полями и высокой тульёй, на которой обязательно присутствует мягкая складка.
Типичная тирольская шляпа первоначально имела тулью, сужающуюся к острию, и была сделана из зелёного войлока с полями шириной примерно в ладонь, что было особенно распространено в Циллертале. Существуют различные виды и формы тирольской шляпы. Часто шляпы украшают цветной лентой-шнуром, пучком цветов, перьями или т.н. гамсбартом кисточкой, традиционно сделанной из шерсти со спины серны, более дешёвым вариантом является гамсбарт из оленей шерсти, в некоторых регионах в качестве материалов используется барсучья шерсть или кабанья щетина. Кроме того, тирольские шляпы туристов-походников могут украшаться специальными значками. Тирольская шляпа приобрела известность благодаря английскому королю Эдуарду VIII, который после своего отречения часто останавливался в Австрийской Штирии и часто носил тирольскую шляпу.
В XIX-XX веках тирольские народные костюмы выработали определённую степень единообразия в своём внешнем виде. Местные различия в фасонах тирольской шляпы, от поселения к поселению, сохранились с 1830—1840-х годов. Формы этих шляп варьируются от высоких узкополых шляп Северного Тироля, примятых сверху, до низких широкополых шляп южнотирольского винодельческого региона.
Позже тирольская шляпа стала частью тирольской культуры и туристическим символом, в том числе под влиянием коллективов народной музыки, которые носили местные костюмы. Музыкант Билли Мо написал в 1962 году песню «Ich kauf’ mir lieber einen Tirolerhut» (с нем. — «Я лучше куплю тирольскую шляпу»), укрепившую связь между шляпой и традиционной альпийской народной музыкой. В 1965 году под тем же названием появилась музыкальная комедия.
Возможно, тирольская шляпа вдохновила создание хомбурга.
На сленге российских реконструкторов термином «тиролька» называется средневековая войлочная шляпа XIII-XVI вв., известная в Англии под названием bycocket, а во Франции «chapeau à bec» (с фр. — «шляпа с клювом»), отдалённо напоминающая современную тирольскую шляпу: с широкими полями, загнутыми сзади, а к переду заостряющимися наподобие клина или клюва птицы. Такая шляпа, бытовавшая как и среди простонародья, так и у знати, носилась и мужчинами, и женщинами, а в современной культуре она прочно ассоциируется с Робин Гудом.